# Магистрала Далтон
Магистрала „Џејмс В. Далтон” или краће Магистрала Далтон (енгл. Dalton Highway) је пут дугачак 666 км у савезној држави Аљаска, САД, означен као аљаски државни пут 11. Магистрала Далтон почиње од пута Елиот, северно од Фербанкса, а завршава се у Дедхорсу (неинкорпорисана заједница у оквиру Прудо Беја) у близини Арктичког океана и нафтних поља Прудо Беј.
Пут је изграђен за подршку Транс-Аљаском цевоводном систему 1974. године. Назван је по Џејмсу Далтону, инжењеру са Аљаске. Магистрала Далтон је тема друге епизоде America's Toughest Jobs и прве епизоде BBC-јеве емисије World's Most Dangerous Roads.